# Minzier
Minzier – miejscowość i gmina we Francji, w regionie Owernia-Rodan-Alpy, w departamencie Górna Sabaudia.
Według danych na rok 1990 gminę zamieszkiwało 371 osób, a gęstość zaludnienia wynosiła 42 osób/km² (wśród 2880 gmin regionu Rodan-Alpy Minzier plasuje się na 1261. miejscu pod względem liczby ludności, natomiast pod względem powierzchni na miejscu 1217.).